# Oscaecilia ochrocephala
Espèce
Synonymes
- Coecilia ochrocephala Cope, 1866
- Caecilia sabogae Barbour, 1906

Statut de conservation UICN

 LC  : Préoccupation mineure
Oscaecilia ochrocephala est une espèce de gymnophiones de la famille des Caeciliidae.

## Répartition
Cette espèce se rencontre :
- dans la moitié est du Panama, y compris sur l'île Saboga dans l'archipel des Perles ;
- dans la province d'Antioquia en Colombie.

## Publication originale
- Cope, 1866 : Fourth contribution to the herpetology of tropical America. Proceedings of the Academy of Natural Sciences of Philadelphia, vol. 18, p. 123-132 (texte intégral).